# Spanische Wasserballnationalmannschaft
Die spanische Wasserballnationalmannschaft (span. Selección Española de Waterpolo) ist eine Auswahl spanischer Spieler in der Sportart Wasserball (span. Waterpolo). Sie repräsentiert die Real Federación Española de Natación (Königlich-spanischer Schwimmsportverband) auf internationaler Ebene, zum Beispiel bei den Wasserball-Weltmeisterschaften, den Europameisterschaften, dem FINA Weltcup, der Weltliga oder den Olympischen Spielen.
Die größten Erfolge der Nationalmannschaft der Männer waren der Gewinn der Goldmedaille bei den Olympischen Spielen 1996 in Atlanta sowie die Weltmeistertitel 1998 in Perth, 2001 in Fukuoka, 2022 in Budapest und 2025 in Singapur. 2024 wurde die Mannschaft erstmals Europameister. Darüber hinaus holte die spanische Auswahl die Silbermedaillen bei den Olympischen Spielen 1992, den Weltmeisterschaften 1991, 1994 und 2009 sowie bei den Europameisterschaften 1991, 2018 und 2020.

## Erfolge
Olympische Spiele
- Goldmedaille: 1996
- Silbermedaille: 1992

Weltmeisterschaften
- Goldmedaille (3): 1998, 2001, 2022, 2025
- Silbermedaille (4): 1991, 1994, 2009, 2019
- Bronzemedaille (3): 2007, 2023, 2024

FINA Weltcup
- Bronzemedaille (5): 1985, 1991, 1999, 2006, 2010

FINA Weltliga
- Silbermedaille (3): 2002, 2006, 2012

Europameisterschaften
- Goldmedaille (1): 2024
- Silbermedaille: (3) 1991, 2018, 2020
- Bronzemedaille (3): 1993, 2006, 2022

Mittelmeerspiele
- Goldmedaille (3): 1951, 2001, 2005
- Silbermedaille (4): 1983, 1987, 2009, 2013
- Bronzemedaille (7): 1955, 1967, 1971, 1975, 1979, 1997, 2022

## Bekannte Spieler
In die International Swimming Hall of Fame wurden bislang zwei spanische Wasserballspieler aufgenommen:
- Manuel Estiarte (* 1961) im Jahr 2007
- Jesús Miguel Rollán (1968–2006) im Jahr 2012